# Facundo Mena
 Facundo Mena  (Buenos Aires, Argentina; 22 de septiembre de 1992) es un tenista profesional argentino.

## Carrera
Su mejor ranking individual es el 127° alcanzado el 12 de septiembre de 2022, mientras que en dobles logró la posición 209° el 12 de julio de 2022. 
Ha ganado 7 torneos de la categoría Challenger, 4 en individuales y 3 en dobles. Además ha obtenido varios títulos Futures tanto en dobles como en individuales.

## Títulos ATP Challenger (7; 4+3)

### Individuales (4)
| N.° | Fecha                    | Torneo               | Superficie    | Oponente en la final | Resultado     |
| --- | ------------------------ | -------------------- | ------------- | -------------------- | ------------- |
| 1.  | 1 de septiembre de 2019  | Challenger de Como   | Tierra batida | Andrej Martin        | 2-6, 6-4, 6-1 |
| 2.  | 19 de septiembre de 2021 | Challenger de Quito  | Tierra batida | Gonzalo Lama         | 6-4, 6-4      |
| 3.  | 2 de julio de 2022       | Challenger de Cali   | Tierra batida | Miljan Zekić         | 6-2, 7-63     |
| 4.  | 11 de agosto de 2024     | Challenger de Bogotá | Tierra batida | Mateus Alves         | 6-4, 7-5      |

#### Finalista (4)
| N.° | Fecha                | Torneo                   | Superficie    | Oponente en la final    | Resultado        |
| --- | -------------------- | ------------------------ | ------------- | ----------------------- | ---------------- |
| 1.  | 3 de abril de 2022   | Challenger de Pereira    | Tierra batida | Facundo Bagnis          | 3-6, 0-6         |
| 2.  | 9 de junio de 2024   | Challenger de Santa Fe   | Tierra batida | Andrea Collarini        | 2-6, 3-6         |
| 3.  | 29 de junio de 2024  | Challenger de Ibagué     | Tierra batida | Álvaro Guillén Meza     | 0-6, 4-6         |
| 4.  | 2 de febrero de 2025 | Challenger de Piracicaba | Tierra batida | Román Andrés Burruchaga | 86-7, 7-66, 46-7 |

### Dobles (3)
| N.° | Fecha                | Torneo                       | Superficie    | Pareja         | Oponentes en la final                 | Resultado         |
| --- | -------------------- | ---------------------------- | ------------- | -------------- | ------------------------------------- | ----------------- |
| 1.  | 24 de julio de 2021  | Challenger de Tampere        | Tierra batida | Pedro Cachín   | Orlando Luz Felipe Meligeni Alves     | 7-5, 6-3          |
| 2.  | 13 de agosto de 2022 | Challenger de Lima           | Tierra batida | Ignacio Carou  | Orlando Luz Camilo Ugo Carabelli      | 6-2, 6-2          |
| 3.  | 5 de octubre de 2024 | Challenger de Buenos Aires 2 | Tierra batida | Murkel Dellien | Felipe Meligeni Alves Marcelo Zormann | 1-6, 6-2, [12-10] |

#### Finalista (4)
| N.° | Fecha                    | Torneo                   | Superficie    | Pareja        | Oponentes en la final            | Resultado         |
| --- | ------------------------ | ------------------------ | ------------- | ------------- | -------------------------------- | ----------------- |
| 1.  | 14 de septiembre de 2019 | Challenger de Banja Luka | Tierra batida | Sergio Galdós | Sadio Doumbia Fabien Reboul      | 3-6, 46-7         |
| 2.  | 12 de marzo de 2022      | Challenger de Santiago   | Tierra batida | Pedro Cachín  | Cristian Rodríguez Diego Hidalgo | 4-6, 4-6          |
| 3.  | 8 de octubre de 2024     | Challenger de Santa Fe   | Tierra batida | Ignacio Carou | Hady Habib Trey Hilderbrand      | 7-65, 2-6, [4-10] |
| 4.  | 19 de octubre de 2024    | Challenger de Campinas   | Tierra batida | Tomás Barrios | Mateus Alves Orlando Luz         | 3-6, 4-6          |